# 백자 태항아리 및 태지석 (보물 제1169호)
백자 태항아리 및 태지석(白磁 胎缸 - 胎誌石)은 조선의 백자 태항아리 및 태지석이다. 1993년 9월 10일 대한민국의 보물 제1169호로 지정되었다.

## 설명
- 유물의 크기는 아래와 같다.
  - 외항아리 : 전체 높이 30.9cm, 아가리 지름 21.4cm, 밑지름 14.1cm.
  - 내항아리 : 전체 높이 19.2cm, 아가리 지름 10.6cm, 밑지름 8.3cm.
  - 태지석(胎誌石) : 26.6cm×26.7cm×4.6cm.